# Diário Mercantil (Rio de Janeiro)

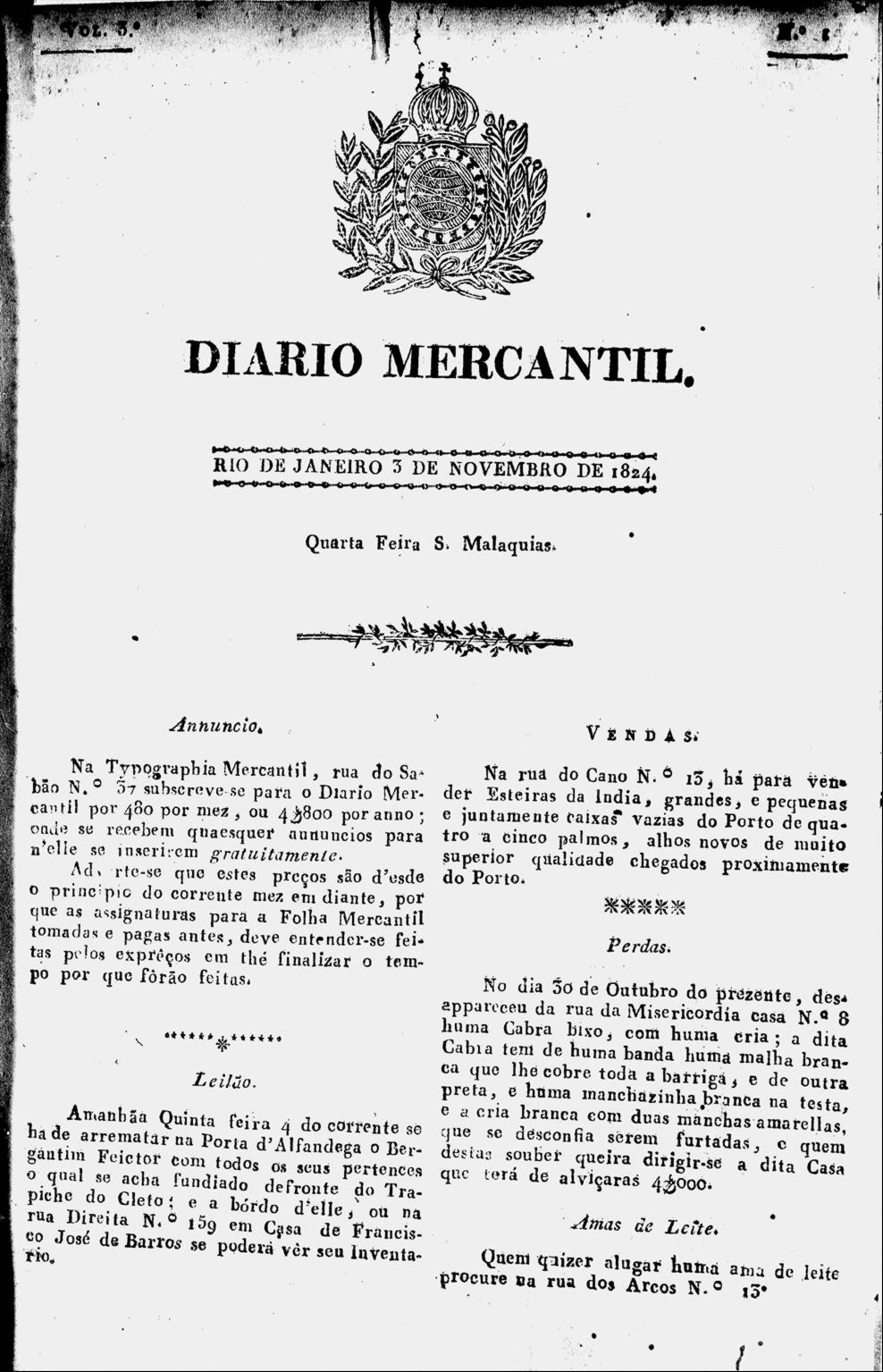
Primeira edição do jornal.

O Diário Mercantil foi um jornal brasileiro, editado no Rio de Janeiro então a capital do Império, no começo do século XIX. 

## Histórico
Circulou de 3 de novembro de 1824 até o ano de 1827; foi a publicação que deu origem ao Jornal do Commercio.